# Alice Maud Sewell
Lady Alice Maud Sewell (1881 - 1971) foi a primeira mulher a ganhar a bolsa Wyselaskie em filologia e lógica clássica e comparativa. Ela foi co-fundadora do Lyceum Club, em Melbourne.

## Biografia
Sewell, nome de baptismo Cunning, nasceu no dia 16 de fevereiro de 1881. Sewell frequentou o Presbyterian Ladies' College, em Melbourne. Sewell foi a primeira mulher a ganhar a bolsa Wyselaskie em filologia e lógica clássica e comparativa da Universidade de Melbourne, onde obteve o seu diploma de bacharel em artes em 1902 e o seu mestrado em artes em 1906.
Em 1908 casou-se com Sidney Valentine Sewell (1880-1949).
Em 1912 ela e Ethel Osborne co-fundaram o Lyceum Club, em Melbourne. O clube foi modelado a partir do London Lyceum Club, com associação aberta a mulheres com educação universitária.
Sewell também foi membro da Country Women's Association, da Victoria League e da Ormond Women's Association.
Ela faleceu no dia 16 de fevereiro de 1971, em Berwick.